# 陳淨玲
陳淨玲（574年—650年5月15日），中國南朝陳長公主，唐朝命婦，陈宣帝第十三女。

## 生平
陳朝至德三年（585年），陳後主封第十三皇妹陳淨玲為齊熙長公主。禎明二年（588年），齊熙長公主下嫁出身於吳興沈氏的士族子弟沈叔安。禎明三年（589年），陳朝滅亡，陳淨玲隨從丈夫沈叔安北遷入洛。
唐朝建立後，擔任刑部尚書的沈叔安因“刑名平審”之功被封為武康縣開國×。武德四年六月十五日（621年7月9日），陳淨玲因丈夫之爵蒙授武康國夫人。貞觀十三年三月廿四日（639年5月2日），因丈夫進封吳興郡開國公，陳淨玲被轉授吳興郡夫人。
陳淨玲晚年篤信佛教，於永徽元年四月十日（650年5月15日）去世，享年七十七歲。同年七月五日（8月7日），陳淨玲合葬於丈夫之墳塋。